# اتحادیه ملی هنرمندان اوکراین
اتحادیه ملی هنرمندان اوکراین (اوکراینی: Спілка художників України ; Spilka khudozhnykiv Ukrainy) که در سال ۱۹۳۸ میلادی تأسیس شد، یک سازمان عمومی خلاقیت در اوکراین برای هنرمندان حرفه‌ای و منتقدان هنری می‌باشد. این انجمن خلاقانهٔ داوطلبانه، از نقاشان، طراحان گرافیک، مجسمه سازان، استادان هنرهای تزئینی و منتقدان هنری تشکیل شده‌است. مکان این اتحادیه در شهر کیف، پایتخت کشور اوکراین واقع شده‌است.

## به رسمیت شناختن اتحادیه
در هفتم سپتامبر ۱۹۳۹ م. اس اس آر اوکراین اساسنامهٔ اتحادیه هنرمندان شوروی در اوکراین را به تصویب رساند. این منشور، اساس اتحادیه را اینگونه تعریف کرده‌است که به عنوان یک سازمان داوطلبانه کارگران هنرهای زیبا اس اس آر اوکراین (نقاشان، گرافیست‌ها، مجسمه سازان، هنرمندان تئاتر، استادان هنرهای بومی و محلی) و همچنین افرادی که کارهای پژوهشی و انتقادی انجام می‌دهند را درکنار هم متحد کرده‌است. در سال ۱۹۹۸ م. این اتحادیه ملی شد. با ابتکار اتحادیه ملی هنرمندان اوکراین و سایر اتحادیه‌های خلاقانهٔ اوکراین، قوانین مربوط به شغلهای حرفه ای مربوط به خلاقیت و اتحادیه‌های مربوط به آن تغییر کرده‌است. با دستور رئیس‌جمهور اوکراین، روز هنرمندان که به هنر و شغلهای مربوط به هنر اختصاص دارد، ایجاد شد.